# Nintenhype
Nintenhype (o NintenhypeCat) és un lloc web i blog llançat el 2017 que actua com a punt de trobada per la comunitat catalana de Nintendo. Al lloc web s'hi publica tota mena de contingut relacionat amb els videojocs desenvolupats per Nintendo, com ara notícies, ressenyes i vídeos. Nintenhype també compta amb diferents xarxes socials on comparteixen novetats i els aficionats hi poden participar de manera directa. Nintenhype forma part del grup Gaming.cat, la comunitat d'aficionats als videojocs de parla catalana.
El febrer del 2018 es va crear Nintenhype Esports, l'equip d'esports digitals que competiria en esdeveniments de jocs de Nintendo com ara Splatoon, Pokémon o Mario Kart entre d'altres. Avui dia, està inactiu.
L'equip de Nintenhype ha col·laborat amb diferents revistes per tal de publicar notícies i ressenyes en format paper, com ara El Tecnològic o 3Dnassos.
L'any 2019, representants de Nintenhype van ser entrevistats al programa Generació Digital de Catalunya Ràdio.
Al llarg de l'any 2020, la motivació de fer valer el català en l'àmbit dels videojocs va empènyer a alguns membres de l'organització a traduir alguns dels videojocs que arribarien aviat a Nintendo Switch. Poc després, aquesta iniciativa va acabar evolucionant en el Projecte CeTrencada, un grup sense ànim de lucre que localitza contingut multimèdia al català.